# Willie MacFadyen
William MacFadyen (23 de juny de 1904 - 20 de gener de 1971) fou un futbolista escocès de la dècada de 1930 i entrenador.
Fou internacional amb la selecció d'Escòcia i amb la selecció de la lliga escocesa. Pel que fa a clubs, defensà els colors de Motherwell i Huddersfield Town. Fou el màxim golejador de la lliga escocesa de futbol dos cops.
Entre 1945 i 1954 fou entrenador de Dundee United.

## Palmarès
Motherwell
- Lliga escocesa de futbol: 1931-32